# Rilton Cup

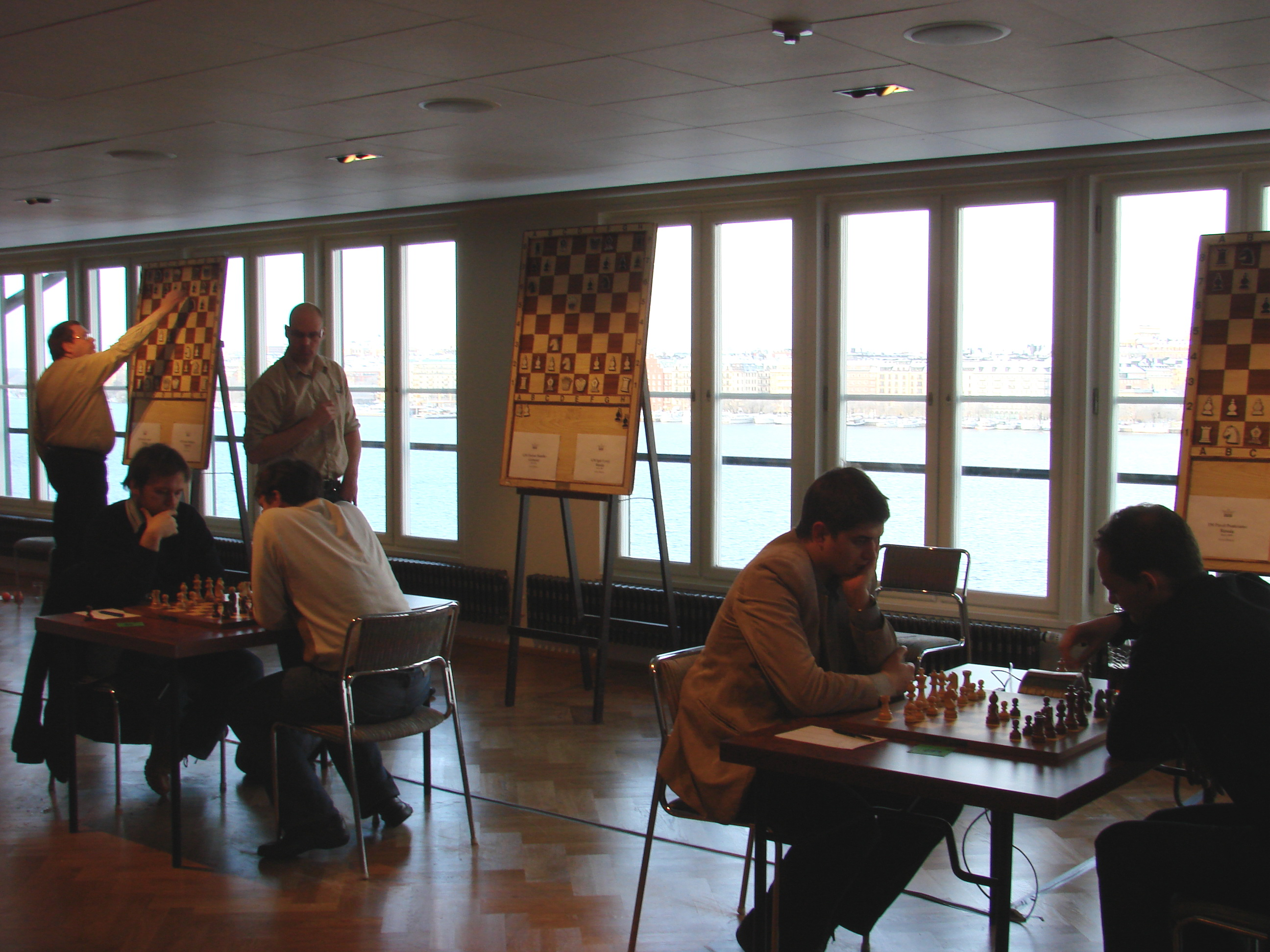
Il torneo del 2009–2010. a.

La Rilton Cup è un torneo internazionale di scacchi che si disputa ogni anno a Stoccolma a partire dal 1971.
Si svolge su 9 turni di gioco, normalmente dal 27 dicembre al 5 gennaio dell'anno successivo. L'organizzazione è finanziata dal Fondo Rilton, istituito dal medico svedese Tore Rilton.
A causa della pandemia di COVID-19, il torneo del 2020/21 si è svolto online; era riservato ai vincitori delle precedenti edizioni ed è stato vinto dal GM indiano Krishnan Sasikiran. Per il perdurare della pandemia l'edizione 2021/22 è stata annullata.

## Albo dei vincitori
| №  | Anno        | Giocatore              |
| -- | ----------- | ---------------------- |
| 1  | 1971./1972. | Jan Timman             |
| 2  | 1972./1973. | Jan Timman             |
| 3  | 1973./1974. | István Bilek           |
| 4  | 1974./1975. | Heikki Westerinen      |
| 5  | 1975./1976. | Börje Jansson          |
| 6  | 1976./1977. | Sergio Mariotti        |
| 7  | 1977./1978. | Börje Jansson          |
| 8  | 1978./1979. | Harry Schüssler        |
| 9  | 1979./1980. | Konstanty Kaiszauri    |
| 10 | 1980./1981. | Axel Ornstein          |
| 11 | 1981./1982. | Lars-Åke Schneider     |
| 12 | 1982./1983. | Ralf Åkesson           |
| 13 | 1983./1984. | Axel Ornstein          |
| 14 | 1984./1985. | Caspar Carleson        |
| 15 | 1985./1986. | Michael Wiedenkeller   |
| 16 | 1986./1987. | Juan Bellón López      |
| 17 | 1987./1988. | Mikhail Gurevich       |
| 18 | 1988./1989. | Ilia Smirin            |
| 19 | 1989./1990. | Tom Wedberg            |
| 20 | 1990./1991. | Alexey Vyzhmanavin     |
| 21 | 1991./1992. | Margeir Pétursson      |
| 22 | 1992./1993. | Andrei Kharlov         |
| 23 | 1993./1994. | Lars Bo Hansen         |
| 24 | 1994./1995. | Michał Krasenkow       |
| 25 | 1995./1996. | Michał Krasenkow       |
| 26 | 1996./1997. | Joel Benjamin          |
| 27 | 1997./1998. | Igor Khenkin           |
| 28 | 1998./1999. | Michail Ulybin         |
| 29 | 1999./2000. | Sergej Ivanov          |
| 30 | 2000./2001. | Juri Jakovič           |
| 31 | 2001./2002. | Evgeny Agrest          |
| 32 | 2002./2003. | Jonas Barkhagen        |
| 33 | 2003./2004. | Ralf Åkesson           |
| 34 | 2004./2005. | Sergej Volkov          |
| 35 | 2005./2006. | Eduardas Rozentalis    |
| 36 | 2006./2007. | Robert Fontaine        |
| 37 | 2007./2008. | Radosław Wojtaszek     |
| 38 | 2008./2009. | Radosław Wojtaszek     |
| 39 | 2009./2010. | Eduardas Rozentalis    |
| 40 | 2010./2011. | Sergej Volkov          |
| 41 | 2011./2012. | Alexander Shimanov     |
| 42 | 2012./2013. | Michał Krasenkow       |
| 43 | 2013./2014. | Jon Ludvig Hammer      |
| 44 | 2014./2015. | Jon Ludvig Hammer      |
| 45 | 2015./2016. | Maxim Rodshtein        |
| 46 | 2016./2017. | Krishnan Sasikiran     |
| 47 | 2017./2018. | Kirill Alekseenko      |
| 48 | 2018./2019. | Tamir Nabaty           |
| 49 | 2019./2020. | Elshan Moradi          |
| 50 | 2020./2021. | Krishnan Sasikiran     |
| 51 | 2021./2022. | Edizione non disputata |
| 52 | 2022./2023. | M Pranesh              |
| 53 | 2023./2024. | Vitaly Sivuk           |
| 54 | 2024./2025. | Bassem Amin            |

## Reference
1. ↑  (SV) Historia, su rilton.se. URL consultato il 26 dicembre 2021.
2. ↑  (EN) Rilton Cup Cancelled, su rilton.se. URL consultato il 26 dicembre 2021.
3. ↑   Edizione disputata online a causa della pandemia di COVID-19
4. ↑  (EN) 16-year old M Pranesh wins Rilton Cup to become India's 79th Grandmaster, su en.chessbase.com, 6 gennaio 2023.
5. ↑  (EN) Rilton Cup 2023/2024 - Classifica finale dopo 9 turni, su chess-results.com, 6 gennaio 2024.
6. ↑  (EN) Rilton Cup 2024/2025, su chess.com, 6 gennaio 2025.